# Idagona westcotti
Idagona westcotti är en mångfotingart som beskrevs av John S. Buckett och Gardner 1967. Idagona westcotti ingår i släktet Idagona och familjen Conotylidae. Inga underarter finns listade i Catalogue of Life.